# Anatonchus tridentatus
Anatonchus tridentatus is een rondwormensoort uit de familie van de Mononchidae. De wetenschappelijke naam van de soort is voor het eerst geldig gepubliceerd in 1876 door de Man.